# PFC Etar 1924 Veliko Tarnovo
El PFC Etar 1924 (en búlgaro: ПФК "Етър 1924") fue un club de fútbol de Bulgaria, de la ciudad de Veliko Tarnovo. Fue fundado en 2002 y disputaba sus partidos como local en el estadio Ivaylo, con capacidad para 20.000 espectadores. Jugaba en la Liga Profesional de Bulgaria. No debe confundirse con el FC Etar, el histórico equipo de la ciudad fundado en 1924 y que desapareció del fútbol profesional en 2003.

## Historia
El PFC Etar 1924 fue fundado en 2002 tras los problemas que estaba experimentando el FC Etar, el histórico equipo de Veliko Tarnovo fundado en 1924 y campeón de Bulgaria en 1991. Sólo un año después de la fundación del Etar 1924, el FC Etar desapareció del fútbol profesional y en la actualidad sólo cuenta con niños y juveniles.
En su primera temporada fueron campeones de la zona noroeste de la V AFG y ascendieron a la B PFG, la segunda división del fútbol búlgaro. En septiembre de 2010, Velin Kefalov había sido designado como entrenador del Etar 1924 y lo llevó al equipo al tercer puesto en la B PFG oeste. Debido al hecho de que el Chernomorets Pomorie no recibió permiso para jugar en la A PFG, el Etar compitió en la segunda fase de promoción, pero perdió por 3-1 ante Svetkavitsa.
Kefalov dejó el club en junio de 2011 y fue sustituido por Georgi Todorov en el papel de entrenador en jefe. Todorov renunció después de la primera mitad de la temporada 2011-12 y fue reemplazado por el exfutbolista internacional Tsanko Tsvetanov, que consiguió el cuarto puesto en el Mundial de 1994 con Bulgaria. El equipo se aseguró al ascenso a la A PFG, por primera vez en su reciente historia, el 23 de mayo de 2012 con una victoria por 1-0 ante Nesebar.
En la temporada 2012/13 el equipo se disolvió luego de descender de la Liga Profesional de Bulgaria y crearon un nuevo equipo llamado OFC Etar Veliko Tarnovo, quien toma el lugar del Botev Debelets en la V AFG en la temporada 2013/14.

## Entrenadores
| Nombre           | País     | Desde                    | Hasta                    | Logros              |
| ---------------- | -------- | ------------------------ | ------------------------ | ------------------- |
| Emil Dimitrov    | Bulgaria | Mayo de 2005             | Junio de 2006            | –                   |
| Stoyan Petrov    | Bulgaria | Junio de 2006            | 25 de junio de 2007      | –                   |
| Velin Kefalov    | Bulgaria | 25 de junio de 2007      | 6 de octubre de 2008     | –                   |
| Sasho Angelov    | Bulgaria | 6 de octubre de 2008     | 23 de diciembre de 2008  | –                   |
| Nikolay Arnaudov | Bulgaria | 23 de diciembre de 2008  | 21 de septiembre de 2010 | –                   |
| Velin Kefalov    | Bulgaria | 21 de septiembre de 2010 | 30 de junio de 2011      | –                   |
| Georgi Todorov   | Bulgaria | 6 de julio de 2011       | 12 de diciembre de 2011  | –                   |
| Tsanko Tsvetanov | Bulgaria | 30 de diciembre de 2011  | 15 de octubre de 2012    | Campeón de la B PFG |
| Dayat Serdar     | Turquía  | 22 de octubre de 2012    | 20 de abril de 2013      | –                   |
| Grigor Petkov    | Bulgaria | 28 de abril de 2013      | 3 de mayo de 2013        | –                   |
| Rumen Dankov     | Bulgaria | 4 de mayo de 2013        | 8 de mayo de 2013        | –                   |

## Palmarés

### Nacional
- V AFG Noroeste

- Campeón (1): 2002–03

- B PFG Este

- Campeón (1): 2011–12